# Zhou Shan
Zhou Shan (kinesiska: 周山) är ett berg i Kina. Det ligger i provinsen Jiangsu, i den östra delen av landet, omkring 87 kilometer öster om provinshuvudstaden Nanjing. Toppen på Zhou Shan är 102 meter över havet.
Runt Zhou Shan är det tätbefolkat, med 947 invånare per kvadratkilometer. Närmaste större samhälle är Houxiang, 5,2 km nordost om Zhou Shan. Trakten runt Zhou Shan består till största delen av jordbruksmark.
Genomsnittlig årsnederbörd är 1 302 millimeter. Den regnigaste månaden är juli, med i genomsnitt 255 mm nederbörd, och den torraste är januari, med 30 mm nederbörd.